# Liga Profesional Femenina de Fútbol de Colombia
La Liga Profesional Femenina  (conocida como Liga Femenina BetPlay Dimayor por motivos de patrocinio), es el torneo profesional de fútbol femenino de Colombia, organizado por la División Mayor del Fútbol Colombiano (Dimayor), entidad dependiente de la Federación Colombiana de Fútbol. Deportivo Cali es el vigente campeón (2024), mientras que Santa Fe es el más veces consagrado con un total de tres títulos.

## Historia

### 2016-2018: Origen y primeros pasos de la Liga Profesional Femenina

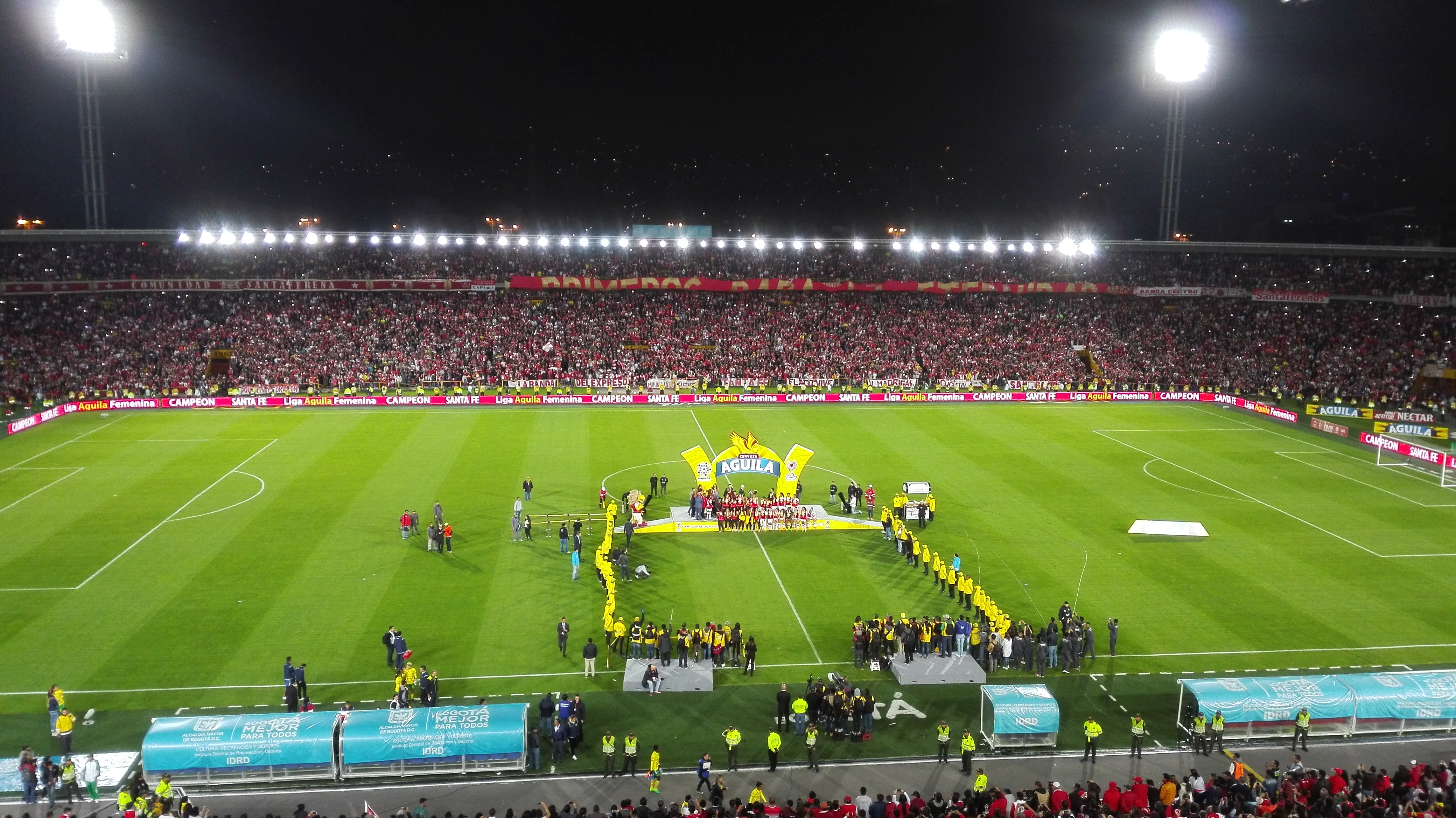
Independiente Santa Fe se coronó campeona de la primera temporada de la Liga Femenina en Colombia.

El primer anuncio formal sobre la creación del campeonato se dio en marzo de 2016, pero fue el 25 de abril del mismo año cuando se dio el primer paso concreto hacia la creación del torneo, tras una reunión entre la Dimayor y representantes de 16 clubes del fútbol colombiano (de primera y segunda división) dispuestos a participar en el proyecto de liga profesional femenina. Días después, Dimayor anunció la creación de la Comisión de Fútbol Femenino, encargada de estructurar el campeonato desde entonces.
El nacimiento del fútbol profesional femenino en Colombia estuvo directamente ligado a la iniciativa de la División Mayor del Fútbol Colombiano (Dimayor), que lideró la organización del torneo. En la reunión mencionada se estableció la hoja de ruta y la fecha tentativa de inicio del campeonato.
El partido inaugural de la Liga Profesional Femenina 2017 se disputó entre Deportivo Pasto de Nariño y Cortuluá del Valle del Cauca, con un marcador final de 1:2 a favor del equipo vallecaucano. El primer gol oficial del torneo y del fútbol profesional femenino en Colombia fue anotado por Marsy Cogollos a los 13 minutos del primer tiempo. En esa temporada inaugural, el título fue para Santa Fe, mientras que el Atlético Huila fue subcampeón.
El equipo campeón obtuvo un cupo a la Copa Libertadores Femenina y sus jugadoras recibieron como incentivo becas de estudio en la Universidad Sergio Arboleda. Además, se estableció un enfrentamiento internacional contra el campeón de la Primera División Femenina de España.

### 2019-2021: Entre avances y retrocesos
Aunque inicialmente se esperaba que en 2019 participaran todos los clubes afiliados a la División Mayor del Fútbol Colombiano y se realizaran dos torneos con sistema de ascenso y descenso, finalmente se disputó un solo campeonato con 23 equipos, debido a la declinación del Independiente Medellín de participar en la competencia.
En 2020, y en parte debido a la pandemia de COVID-19, el torneo enfrentó mayores obstáculos, al punto que solo 13 clubes confirmaron su participación. Santa Fe se consagró campeón por segunda vez en su historia, tras una destacada campaña con una sola derrota.
En enero de 2021, la Dimayor anunció que la Liga Femenina 2021 comenzaría en julio y tendría una duración inferior a dos meses, sin que se confirmaran equipos ni calendario. Ante esto, las jugadoras de la Selección Colombia de mayores publicaron un comunicado oficial en el que expresaron su “profunda preocupación frente al futuro” del torneo.
A la polémica generada por la corta duración del torneo de 2021 —de mediados de julio a las primeras semanas de septiembre— se sumó la revelación de que para el campeonato de 2020, la Dimayor solo utilizó 900 millones de pesos colombianos de los 1.500 millones girados por el Ministerio del Deporte.

### 2022-actualidad: Promesas incumplidas

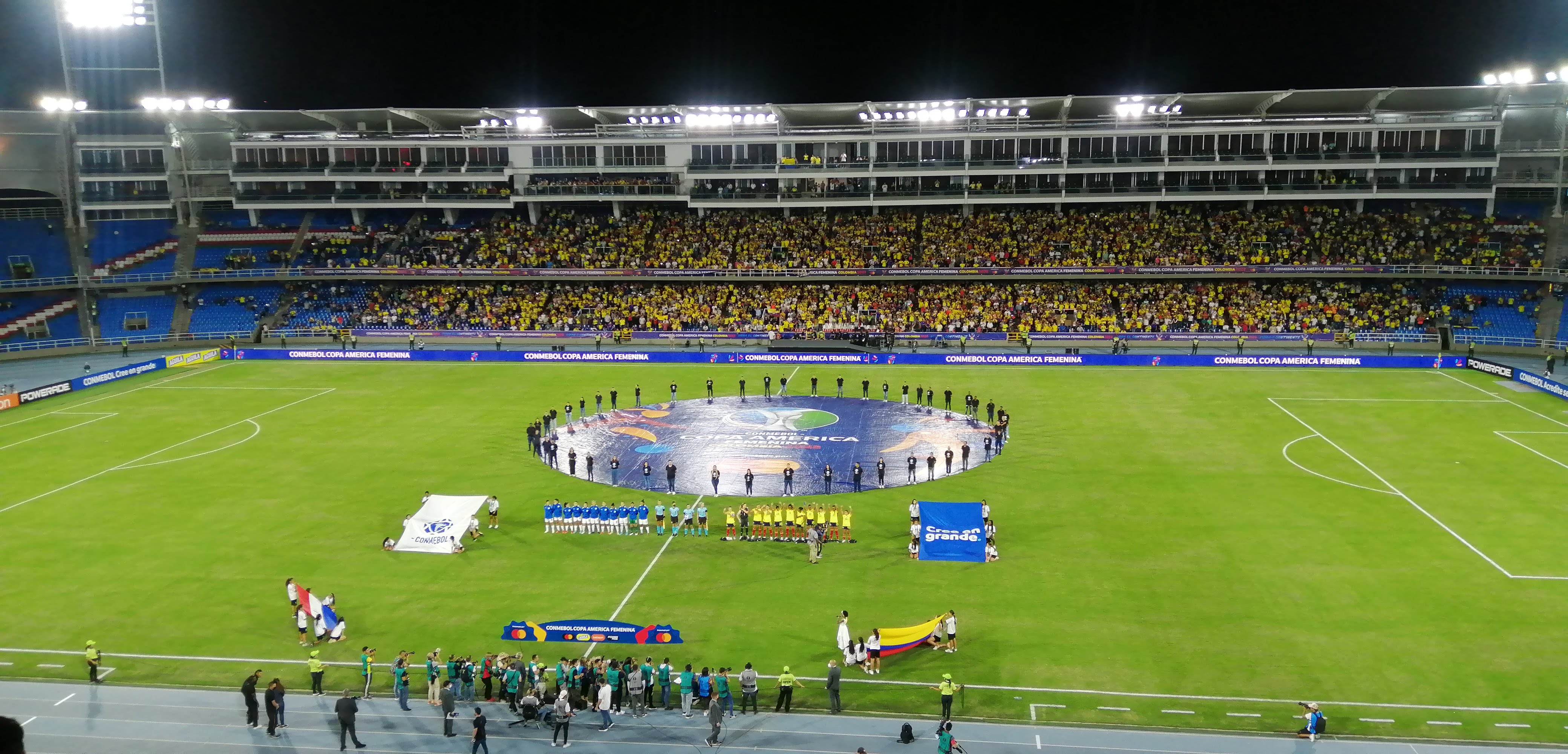
Las futbolistas de Colombia protestaron levantando sus brazos en protocolo previo al partido inaugural contra Paraguay.

Tras el final de la Liga Femenina 2022 y la confirmación de que no habría torneo para el segundo semestre, las jugadoras de la Selección femenina de Colombia realizaron una protesta simbólica durante la Copa América Femenina. Tras la manifestación, varios medios informaron que Dimayor anunciaría de forma inminente una nueva edición de la Liga Femenina para el segundo semestre de 2022, lo cual finalmente no ocurrió.
Además, Ramón Jesurún, presidente de la Federación Colombiana de Fútbol, había prometido que la Liga Femenina 2023 tendría una duración de un año completo.
Según la entonces ministra del Deporte, María Isabel Urrutia, el objetivo para 2023 era realizar un campeonato largo que garantizara 11 meses de trabajo a las futbolistas. La funcionaria incluso aseguró que un patrocinador internacional estaba listo para apoyar el torneo, pero la propuesta fue rechazada por la Dimayor en diciembre de 2022, al decidir mantener a BetPlay como patrocinador principal.
A pesar de las altas expectativas por un torneo de larga duración, el presidente de Dimayor, Fernando Jaramillo Giraldo, confirmó que la Liga Femenina 2023 mantendría un formato similar al del año anterior, con una duración de cinco meses. Argumentó que el calendario debía ajustarse debido a la participación de Colombia en la Copa Mundial Femenina 2023 y la organización en el país de la Copa Libertadores Femenina 2023.

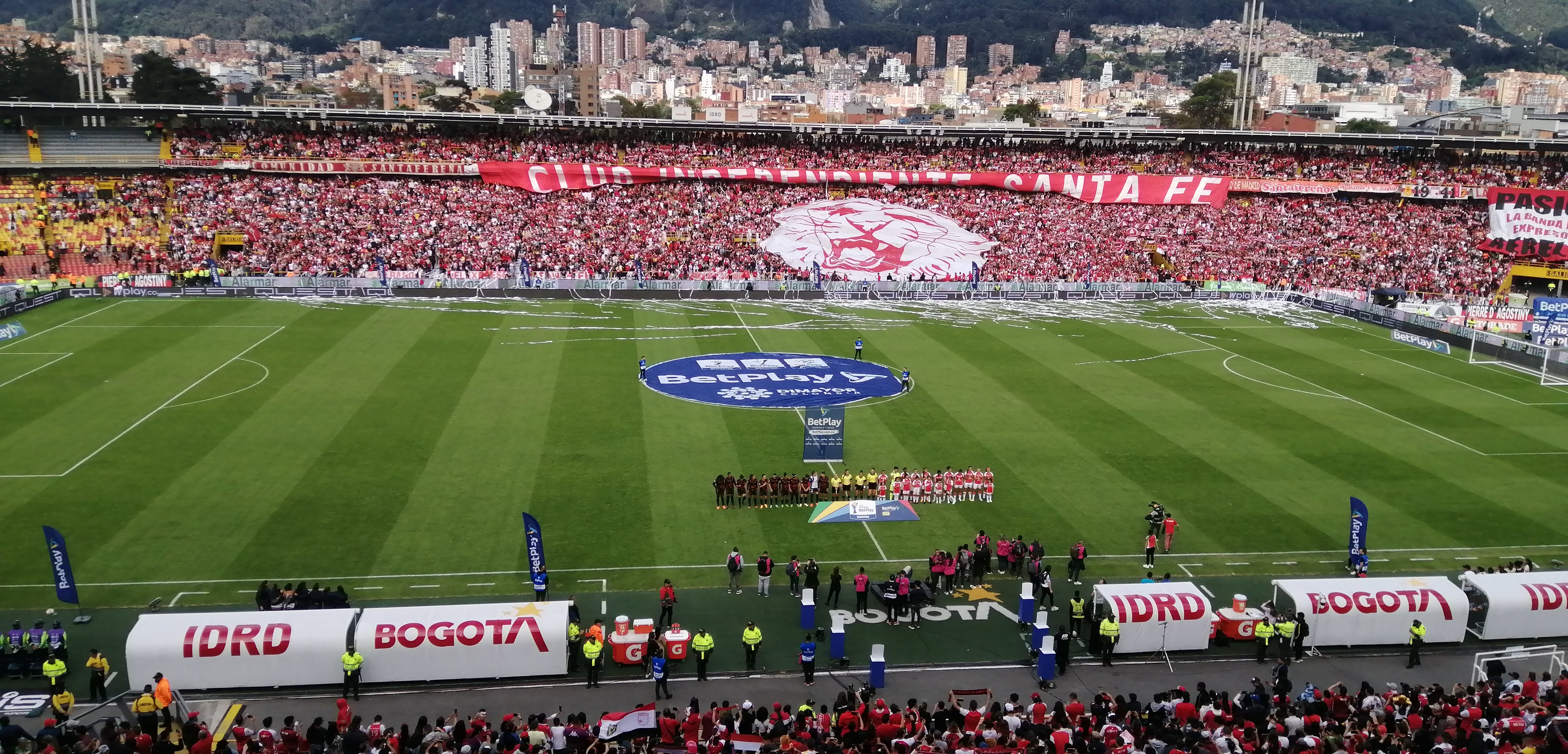
Santa Fe se coronó como primer tricampeón al ganar el título en 2023.

Tras la temporada 2023, en el mes de septiembre, la Superintendencia de Industria y Comercio abrió una investigación contra la Dimayor y 29 clubes profesionales por presunta cartelización e irregularidades en los contratos de las futbolistas en temporadas anteriores.Por ello, la Dimayor no ha definido las fechas de realización de la Liga Femenina 2024 hasta no tener garantías al respecto.
Finalmente, el 17 de enero de 2024 fue anunciada la octava edición de la Liga Femenina, extendiéndose del 16 de febrero al 16 de agosto, contando con 15 clubes participantes. En esta temporada un factor de participación es la directriz de Conmebol de que todos los clubes masculinos en competición internacional deben presentar equipo profesional femenino. Por ello, Cortuluá fue presentado como Cortuluá Yumbo Industriales FC en asociación con Águilas Doradas, por segundo año consecutivo, mientras que por la misma razón, Deportes Tolima, que no presentó equipo femenino y cuyo equipo masculino clasificó a la Copa Sudamericana 2024, se asoció con Real Santander.

## Sistema de juego
El campeonato se disputa bajo el sistema de todos contra todos con los 16 equipos participantes, sin grupos zonales, dando como resultado 16 fechas y 8 partidos a disputarse cada fecha. Avanzarán los ocho primeros equipos ubicados en la tabla de posiciones.
Una vez disputada la fase de todos contra todos, los ocho equipos que avancen jugarán cuadrangulares, donde se realizarán dos grupos de cuatro equipos. cada uno juega partidos de ida y vuelta para un total de 6 jornadas. Los dos primeros de cada grupo avanzarán a las semifinales donde se enfrentará el primero del grupo A contra el segundo del grupo B (1A vs. 2B) y el primero del grupo B contra el segundo del grupo A (1B vs. 2A) en partidos de ida y vuelta. Los dos equipos vencedores se enfrentan en la final de ida y vuelta por el campeonato.
|                            |                            | Sistema de juego | Cantidad de equipos |
| -------------------------- | -------------------------- | --- | ------------------- |
| Fase I: Todos contra todos | Fase I: Todos contra todos | Sistema de liga (solo partidos de ida) para un total de 16 jornadas. Avanzan los ocho primeros clubes a la siguiente ronda.                                      | 16 equipos          |
| Fase II: Cuadrangulares    | Fase II: Cuadrangulares    | Dos grupos de cuatro equipos cada uno, se juegan partidos de ida y vuelta para un total de 6 jornadas. Los dos primeros de cada grupo avanzan a las semifinales. | 8 equipos           |
| Fase III: Semifinal        | Fase III: Semifinal        | Los equipos que ocupen las dos primeras posiciones de cada cuadrangular avanzan a las semifinales en partidos de ida y vuelta para avanzar a la final.           | 4 equipos           |
| Fase IV: Final             | Fase IV: Final             | Los ganadores de cada semifinal jugarán un partido de ida y vuelta donde el ganador se proclamará campeón.                                                       | 2 equipos           |

### Clasificación a la Copa Libertadores
Colombia tiene asignado dos cupos directos a la fase de grupos de la Copa Libertadores Femenina, lo anterior conforme al sistema de asignación de cupos por parte de la Conmebol que asigna un cupo a cada federación participante y uno más a las primeras cuatro federaciones según el ranking elaborado a partir de la puntuación obtenida por los equipos participantes en cada edición de la Copa y de carácter acumulativo. A la fase de grupos accede el campeón de la Liga Profesional Femenina y el subcampeón. Para la Copa Libertadores 2023 hubo un cupo extra al organizarse el evento en Colombia, dicho cupo fue para el equipo que obtuvo el mejor puesto (se omite por obvias razones al campeón y subcampeón) en la tabla general del torneo o reclasificación, en este caso Atlético Nacional Femenino.

## Patrocinio

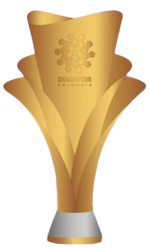
Trofeo Liga Femenina 2017 - Actual

Desde los años 2015 hasta 2019, la compañía cervecera Bavaria, a través de Cerveza Águila como patrocinador oficial de la Liga masculina, fue la encargada además de patrocinar los demás campeonatos organizados por la Dimayor, por una cifra de 85 mil millones de pesos (40 millones de dólares). Por tal motivo, la competición se llamó inicialmente Liga Águila Femenina, la cual fue presentada el jueves 20 de octubre de 2016 cuando se realizó el sorteo de los hexagonales regionales para la primera edición de la naciente competición.
Desde 2020, BetPlay es el patrocinador principal de la Liga Femenina y en 2023 se vincularon Gatorade y Cabify como socios estratégicos.

## Cobertura por televisión
La Dimayor ha adjudicado los derechos de televisión abierta al canal Win Sports a través de su señal básica (1 partido) y su canal de YouTube (7 partidos) y a partir de 2025 al canal Señal Colombia con un partido exclusivo por fecha.
El 22 de mayo de 2017 se conoció que Dimayor y Fan Network Tv habrían llegado a un acuerdo para que dicho canal transmita el 90% de los partidos de la liga en países de Europa, Asia, Norteamérica, haciendo que la liga tome una gran importancia a nivel internacional. El contrato se hizo inicialmente por 5 años, además el canal de televisión será patrocinador de la Liga Femenina a partir del segundo semestre del año 2017.

## Equipos participantes
| Equipo                 | Ciudad          | Estadio                                          | Aforo         |
| ---------------------- | --------------- | ------------------------------------------------ | ------------- |
| Alianza F. C.          | Agustín Codazzi | Farid Díaz Rhenals                               | 2000          |
| América de Cali        | Cali            | Pascual Guerrero                                 | 37 899        |
| Atlético Bucaramanga   | Floridablanca   | Álvaro Gómez Hurtado                             | 12 000        |
| Atlético Nacional      | Medellín        | Atanasio Girardot                                | 44 826        |
| Deportivo Cali         | Cali            | Deportivo Cali                                   | 44 000        |
| Deportivo Pasto        | Pasto           | Libertad                                         | 20 000        |
| Fortaleza CEIF         | Bogotá          | Metropolitano de Techo                           | 10 000        |
| Independiente Medellín | Medellín Itagüí | Atanasio Girardot Metropolitano Ciudad de Itagüí | 44 826 12 000 |
| Internacional F. C.    | Palmira         | Francisco Rivera Escobar                         | 15 300        |
| Junior                 | Barranquilla    | Metropolitano Roberto Meléndez Romelio Martínez  | 46 692 8600   |
| La Equidad             | Bogotá          | Metropolitano de Techo                           | 10 000        |
| Millonarios            | Bogotá          | Nemesio Camacho El Campín                        | 36 343        |
| Once Caldas            | Manizales       | Estadio Palogrande                               | 28 678        |
| Orsomarso              | Yumbo           | Municipal Raúl Miranda                           | 3500          |
| Real Santander         | Piedecuesta     | Villa Concha                                     | 5500          |
| Santa Fe               | Bogotá          | Nemesio Camacho El Campín                        | 36 343        |

### Localización
| Bogotá, D. C.   | 4 | Fortaleza CEIF, La Equidad, Millonarios y Santa Fe               | Junior Alianza América Bucaramanga Nacional Cali Pasto DIM Internacional Orsomarso Bogotá Real Santander Once Caldas Equipos de Bogotá: · Fortaleza CEIF · La Equidad · Millonarios · Santa Fe |
| Valle del Cauca | 4 | América de Cali, Deportivo Cali, Internacional F. C. y Orsomarso | Junior Alianza América Bucaramanga Nacional Cali Pasto DIM Internacional Orsomarso Bogotá Real Santander Once Caldas Equipos de Bogotá: · Fortaleza CEIF · La Equidad · Millonarios · Santa Fe |
| Antioquia       | 2 | Atlético Nacional e Independiente Medellín                       | Junior Alianza América Bucaramanga Nacional Cali Pasto DIM Internacional Orsomarso Bogotá Real Santander Once Caldas Equipos de Bogotá: · Fortaleza CEIF · La Equidad · Millonarios · Santa Fe |
| Santander       | 2 | Atlético Bucaramanga y Real Santander                            | Junior Alianza América Bucaramanga Nacional Cali Pasto DIM Internacional Orsomarso Bogotá Real Santander Once Caldas Equipos de Bogotá: · Fortaleza CEIF · La Equidad · Millonarios · Santa Fe |
| Atlántico       | 1 | Junior                                                           | Junior Alianza América Bucaramanga Nacional Cali Pasto DIM Internacional Orsomarso Bogotá Real Santander Once Caldas Equipos de Bogotá: · Fortaleza CEIF · La Equidad · Millonarios · Santa Fe |
| Caldas          | 1 | Once Caldas                                                      | Junior Alianza América Bucaramanga Nacional Cali Pasto DIM Internacional Orsomarso Bogotá Real Santander Once Caldas Equipos de Bogotá: · Fortaleza CEIF · La Equidad · Millonarios · Santa Fe |
| Cesar           | 1 | Alianza F. C.                                                    | Junior Alianza América Bucaramanga Nacional Cali Pasto DIM Internacional Orsomarso Bogotá Real Santander Once Caldas Equipos de Bogotá: · Fortaleza CEIF · La Equidad · Millonarios · Santa Fe |
| Nariño          | 1 | Deportivo Pasto                                                  | Junior Alianza América Bucaramanga Nacional Cali Pasto DIM Internacional Orsomarso Bogotá Real Santander Once Caldas Equipos de Bogotá: · Fortaleza CEIF · La Equidad · Millonarios · Santa Fe |

#### Antiguos participantes
| Equipo                            | Ciudad          | Estadio                 | Última Temporada |
| --------------------------------- | --------------- | ----------------------- | ---------------- |
| Alianza Petrolera                 | Barrancabermeja | Daniel Villa Zapata     | 2019             |
| Atlético Huila                    | Neiva           | Guillermo Plazas Alcid  | 2023             |
| Bogotá Fútbol Club                | Bogotá          | Metropolitano de Techo  | 2019             |
| Boyacá Chicó                      | Tunja           | La Independencia        | 2023             |
| Cortuluá Yumbo Industriales F. C. | Yumbo           | Municipal Raúl Miranda  | 2023             |
| Cúcuta Deportivo                  | Cúcuta          | General Santander       | 2024             |
| Deportes Quindío                  | Armenia         | Centenario              | 2019             |
| Deportes Tolima                   | Ibagué          | Manuel Murillo Toro     | 2023             |
| Deportivo Pereira                 | Pereira         | Hernán Ramírez Villegas | 2024             |
| Envigado Fútbol Club              | Envigado        | Polideportivo Sur       | 2019             |
| Llaneros                          | Villavicencio   | Bello Horizonte         | 2024             |
| Patriotas                         | Tunja           | La Independencia        | 2018             |
| Real Cartagena                    | Cartagena       | Jaime Morón León        | 2019             |
| Unión Magdalena                   | Santa Marta     | Sierra Nevada           | 2019             |

#### Clubes afiliados a Dimayor sin debutar en la Liga Femenina
| Equipo                    | Ciudad       |
| ------------------------- | ------------ |
| Águilas Doradas           | Rionegro     |
| Barranquilla Fútbol Club  | Barranquilla |
| Boca Juniors de Cali      | Cali         |
| Itagüí Leones Fútbol Club | Itagüí       |
| Jaguares de Córdoba       | Montería     |
| Tigres Fútbol Club        | Bogotá       |

## Campeones

### Títulos de Liga por año
En total, cuatro equipos se han coronado como campeones de la Liga Profesional Femenina de Fútbol de Colombia. Estos clubes son: Santa Fe, Atlético Huila, América de Cali y Deportivo Cali. 
Cabe destacar que en Colombia no se entregan títulos en propiedad, únicamente réplicas del trofeo. Inicialmente la División Mayor del Fútbol Colombiano no entregaba premio económico al campeón, el dinero de premios que recibían las jugadoras campeonas venía directamente del presupuesto de los clubes. A partir de la edición del año 2020 tanto el campeón como el subcampeón reciben un premio en dinero.
Bajo el sistema actual del campeonato, el campeón además de obtener una nueva estrella en su escudo, obtiene clasificación directa a la Copa Libertadores Femenina. El subcampeón también obtiene, desde 2020, clasificación a la Copa Libertadores Femenina.
| Año                                             | Campeón                                         | Resultados final                                | Subcampeón                                      | D.T. Campeón                                    | Clubes Participantes                            |
| Liga Profesional Femenina de Fútbol de Colombia | Liga Profesional Femenina de Fútbol de Colombia | Liga Profesional Femenina de Fútbol de Colombia | Liga Profesional Femenina de Fútbol de Colombia | Liga Profesional Femenina de Fútbol de Colombia | Liga Profesional Femenina de Fútbol de Colombia |
| ----------------------------------------------- | ----------------------------------------------- | ----------------------------------------------- | ----------------------------------------------- | ----------------------------------------------- | ----------------------------------------------- |
| 2017                                            | Santa Fe (1) Bogotá                             | 2:1 1:0                                         | Atlético Huila (1) Huila                        | Agustín Julio                                   | 18                                              |
| 2018                                            | Atlético Huila (1) Huila                        | 0:1 2:1 (3:0 pen.)                              | Atlético Nacional (1) Antioquia                 | Virgilio Puerto                                 | 23                                              |
| 2019                                            | América de Cali (1) Valle del Cauca             | 2:0 1:2                                         | Independiente Medellín (1) Antioquia            | Andrés Usme                                     | 20                                              |
| 2020                                            | Santa Fe (2) Bogotá                             | 2:1 2:0                                         | América de Cali (1) Valle del Cauca             | Albeiro Erazo                                   | 13                                              |
| 2021                                            | Deportivo Cali (1) Valle del Cauca              | 4:1 2:2                                         | Santa Fe (1) Bogotá                             | John Alber Ortiz                                | 11                                              |
| 2022                                            | América de Cali (2) Valle del Cauca             | 1:2 3:1                                         | Deportivo Cali (1) Valle del Cauca              | Andrés Usme                                     | 17                                              |
| 2023                                            | Santa Fe (3) Bogotá                             | 2:0 0:0                                         | América de Cali (2) Valle del Cauca             | Omar Ramírez                                    | 17                                              |
| 2024                                            | Deportivo Cali (2) Valle del Cauca              | 2:1 2:0                                         | Santa Fe (2) Bogotá                             | John Alber Ortiz                                | 15                                              |
| 2025                                            | En disputa                                      | En disputa                                      | En disputa                                      | En disputa                                      | 16                                              |

### Títulos por equipo
| Club                   | Títulos | Subtítulos | Años campeón     | Años subcampeón |
| ---------------------- | ------- | ---------- | ---------------- | --------------- |
| Santa Fe               | 3       | 2          | 2017, 2020, 2023 | 2021, 2024      |
| América de Cali        | 2       | 2          | 2019, 2022       | 2020, 2023      |
| Deportivo Cali         | 2       | 1          | 2021, 2024       | 2022            |
| Atlético Huila         | 1       | 1          | 2018             | 2017            |
| Atlético Nacional      | 0       | 1          |                  | 2018            |
| Independiente Medellín | 0       | 1          |                  | 2019            |

### Títulos por departamento
| Departamento    | Títulos | Títulos                                 | Subtítulos | Subtítulos                                       |
| --------------- | ------- | --------------------------------------- | ---------- | ------------------------------------------------ |
| Valle del Cauca | 4       | América de Cali (2), Deportivo Cali (2) | 3          | América de Cali (2), Deportivo Cali (1)          |
| Bogotá          | 3       | Santa Fe (3)                            | 2          | Santa Fe (2)                                     |
| Huila           | 1       | Atlético Huila (1)                      | 1          | Atlético Huila (1)                               |
| Antioquia       | 0       |                                         | 2          | Atlético Nacional (1) Independiente Medellín (1) |

## Estadísticas

### Clasificación histórica
La Clasificación histórica de la Liga Profesional Femenina de Fútbol de Colombia es un resumen estadístico del primer torneo del fútbol profesional colombiano, desde su fundación en 2017. La tabla muestra un resumen de los equipos posicionados en esta competición. La puntuación se ha realizado aplicando la regla de 3 puntos por victoria y uno por empate, tal cual como se realiza en los conteos oficiales de la FIFA.
Actualizado hasta el 16/08/2024, Liga Femenina 2024.
|     | Equipos                          | Temporadas |   |   | PJ  | PG | PE | PP | GF  | GC  | DG   | Puntos | Rend   |
| --- | -------------------------------- | ---------- | - | - | --- | -- | -- | -- | --- | --- | ---- | ------ | ------ |
| 1.  | Santa Fe                         | 8          | 3 | 2 | 128 | 90 | 24 | 14 | 294 | 98  | +196 | 294    | 76.6 % |
| 2.  | América de Cali                  | 8          | 2 | 2 | 122 | 79 | 21 | 22 | 261 | 102 | +159 | 258    | 70.5 % |
| 3.  | Atlético Nacional                | 7          | 0 | 1 | 98  | 48 | 29 | 22 | 164 | 84  | +80  | 173    | 58.8 % |
| 4.  | Deportivo Cali                   | 6          | 2 | 1 | 88  | 47 | 23 | 18 | 142 | 83  | +59  | 164    | 62.1 % |
| 5.  | Independiente Medellín           | 6          | 0 | 1 | 88  | 42 | 19 | 27 | 136 | 95  | +42  | 145    | 54.9 % |
| 6.  | Millonarios                      | 6          | 0 | 0 | 84  | 35 | 24 | 25 | 109 | 86  | +23  | 129    | 51.2 % |
| 7.  | Atlético Huila                   | 5          | 1 | 1 | 74  | 35 | 15 | 24 | 115 | 82  | +33  | 120    | 54.1 % |
| 8.  | La Equidad                       | 8          | 0 | 0 | 76  | 30 | 19 | 27 | 115 | 97  | +18  | 109    | 47.8 % |
| 9.  | Deportivo Pereira                | 6          | 0 | 0 | 80  | 30 | 13 | 37 | 90  | 129 | -39  | 103    | 42.9 % |
| 10. | Cortuluá (desaparecido)          | 5          | 0 | 0 | 68  | 30 | 11 | 27 | 99  | 81  | +18  | 101    | 49.5 % |
| 11. | Junior                           | 6          | 0 | 0 | 72  | 21 | 16 | 35 | 72  | 94  | -22  | 79     | 36.6 % |
| 12. | Llaneros                         | 5          | 0 | 0 | 70  | 22 | 9  | 39 | 72  | 124 | -52  | 75     | 35.7 % |
| 13. | Orsomarso                        | 4          | 0 | 0 | 44  | 18 | 12 | 14 | 63  | 54  | +9   | 66     | 50 %   |
| 14. | Real Santander                   | 7          | 0 | 0 | 90  | 13 | 22 | 55 | 77  | 193 | -116 | 61     | 22.6 % |
| 15. | Atlético Bucaramanga             | 7          | 0 | 0 | 78  | 15 | 12 | 51 | 59  | 141 | -82  | 57     | 24.4 % |
| 16. | Cúcuta Deportivo                 | 4          | 0 | 0 | 42  | 13 | 11 | 18 | 48  | 58  | -10  | 50     | 39.7 % |
| 17. | Fortaleza CEIF                   | 6          | 0 | 0 | 58  | 11 | 15 | 32 | 48  | 101 | -53  | 48     | 27.6 % |
| 18. | Deportivo Pasto                  | 6          | 0 | 0 | 62  | 11 | 14 | 37 | 42  | 116 | -74  | 47     | 25.3 % |
| 19. | Envigado F. C.                   | 2          | 0 | 0 | 20  | 14 | 2  | 4  | 48  | 11  | +37  | 44     | 73.3 % |
| 20. | Deportes Tolima                  | 3          | 0 | 0 | 50  | 9  | 15 | 26 | 47  | 96  | -49  | 42     | 28 %   |
| 21. | Patriotas                        | 2          | 0 | 0 | 22  | 9  | 5  | 8  | 35  | 33  | +2   | 32     | 48.5 % |
| 21. | Unión Magdalena                  | 2          | 0 | 0 | 20  | 10 | 2  | 8  | 26  | 28  | -2   | 32     | 53.3 % |
| 23. | Alianza F. C.                    | 1          | 0 | 0 | 20  | 8  | 6  | 7  | 21  | 23  | -2   | 29     | 48.3 % |
| 24. | Boyacá Chicó                     | 1          | 0 | 0 | 16  | 4  | 8  | 4  | 13  | 15  | -2   | 20     | 41.7 % |
| 25. | Deportes Quindío                 | 2          | 0 | 0 | 20  | 5  | 4  | 11 | 29  | 39  | -10  | 19     | 31.7 % |
| 25. | Alianza Petrolera (desaparecido) | 2          | 0 | 0 | 20  | 5  | 4  | 11 | 19  | 43  | -24  | 19     | 31.7 % |
| 25. | Internacional                    | 1          | 0 | 0 | 14  | 6  | 1  | 7  | 17  | 19  | -2   | 19     | 45.2 % |
| 28. | Real Cartagena                   | 2          | 0 | 0 | 18  | 5  | 1  | 12 | 17  | 41  | -24  | 16     | 29.6 % |
| 29. | Bogotá F. C.                     | 1          | 0 | 0 | 10  | 1  | 3  | 6  | 6   | 29  | -23  | 6      | 20 %   |
| 30. | Atlético F. C.                   | 2          | 0 | 0 | 16  | 0  | 3  | 13 | 10  | 47  | -37  | 3      | 6.3 %  |
| 31. | Once Caldas                      | 1          | 0 | 0 | 6   | 0  | 0  | 6  | 1   | 14  | -13  | 0      | 0 %    |

### Resumen por fase clasificatoria
Actualizado hasta la Liga Femenina 2025 (previo a los Cuadrangulares).
| #   | Equipo                 | Títulos | Finales | Semifinales | Cuartos de final | Cuadrangulares | Fase de grupos | Mejor resultado               |
| --- | ---------------------- | ------- | ------- | ----------- | ---------------- | -------------- | -------------- | ----------------------------- |
| 1°  | Santa Fe               | 3       | 5       | 3           | 4                | 1              | 5              | Campeón (2017, 2020, 2023)    |
| 2°  | Deportivo Cali         | 2       | 2       | 2           | 1                | 1              | 3              | Campeón (2021, 2024)          |
| 3°  | América de Cali        | 2       | 4       | 3           | 4                | 2              | 5              | Campeón (2019, 2022)          |
| 4°  | Atlético Huila         | 1       | 2       | 2           | 3                | -              | 3              | Campeón (2018)                |
| 5°  | Atlético Nacional      | -       | 1       | 2           | 3                | 2              | 4              | Subcampeón (2018)             |
| 6°  | Independiente Medellín | -       | 1       | 2           | 2                | 2              | 3              | Subcampeón (2019)             |
| 7°  | Millonarios            | -       | -       | 2           | 2                | 2              | 3              | Semifinales (2019, 2020)      |
| 8°  | Deportivo Pereira      | -       | -       | 1           | -                | -              | 4              | Semifinales (2022)            |
| 9°  | Cortuluá               | -       | -       | 1           | 3                | -              | 3              | Semifinales (2017)            |
| 10° | Atlético Bucaramanga   | -       | -       | 1           | 1                | -              | 6              | Semifinales (2017)            |
| 11° | La Equidad             | -       | -       | 1           | 1                | -              | 7              | Semifinales (2021)            |
| 12° | Junior                 | -       | -       | -           | 2                | -              | 5              | Cuartos de final (2019, 2020) |
| 13° | Internacional F. C.    | -       | -       | -           | -                | 1              | 1              | Cuadrangulares (2025)         |
| 14° | Alianza Valledupar FC  | -       | -       | -           | -                | 1              | 1              | Cuadrangulares (2024)         |
| 15° | Llaneros               | -       | -       | -           | 1                | 1              | 2              | Cuartos de final (2022)       |
| 16° | Real Santander         | -       | -       | -           | 1                | -              | 7              | Cuartos de final (2020)       |
| 17° | Cúcuta Deportivo       | -       | -       | -           | 1                | -              | 4              | Cuartos de final (2017)       |
| 18° | Deportes Tolima        | -       | -       | -           | 1                | -              | 3              | Cuartos de final (2018)       |
| 19° | Orsomarso              | -       | -       | -           | 1                | 1              | 3              | Cuartos de final (2017)       |
| 20° | Patriotas              | -       | -       | -           | 1                | -              | 2              | Cuartos de final (2018)       |
| 21° | Envigado F. C.         | -       | -       | -           | 1                | -              | 2              | Cuartos de final (2017)       |
| 22° | Unión Magdalena        | -       | -       | -           | 1                | -              | 2              | Cuartos de final (2018)       |
| 23° | Fortaleza CEIF         | -       | -       | -           | -                | -              | 7              | Primera fase                  |
| 24° | Deportivo Pasto        | -       | -       | -           | -                | -              | 6              | Primera fase                  |
| 25° | Once Caldas            | -       | -       | -           | -                | -              | 2              | Primera fase                  |
| 26° | Alianza Petrolera      | -       | -       | -           | -                | -              | 2              | Primera fase                  |
| 27° | Deportes Quindío       | -       | -       | -           | -                | -              | 2              | Primera fase                  |
| 28° | Real Cartagena         | -       | -       | -           | -                | -              | 2              | Primera fase                  |
| 29° | Atlético F. C.         | -       | -       | -           | -                | -              | 2              | Primera fase                  |
| 30° | Boyacá Chicó           | -       | -       | -           | -                | -              | 1              | Primera fase                  |
| 31° | Bogotá F. C.           | -       | -       | -           | -                | -              | 1              | Primera fase                  |

### Tabla histórica de goleadoras
En el fútbol colombiano se entrega al término de cada torneo el premio del botín de oro a la máxima goleadora. Asimismo, se realizan menciones en medios de comunicación acerca de las mejores jugadoras de la temporada sin que se entregue alguna distinción adicional.
La clasificación de las máximos goleadoras de la Liga Profesional Femenina de Fútbol de Colombia es un resumen de las principales jugadoras que alcanzaron la mayor cifra de goles anotados en el campeonato local colombiano, independientemente de la nacionalidad del futbolista. En la presente tabla solo se tienen en cuenta aquellos goles anotados en la máxima categoría del fútbol profesional colombiano.
| Pos. | Nombre             | Temporada | Goles |
| ---- | ------------------ | --------- | ----- |
| 1    | Oriana Altuve      | 2018      | 16    |
| 2    | Catalina Usme      | 2022      | 15    |
| 3    | Manuela González   | 2017      | 13    |
| 4    | Ysaura Viso        | 2020      | 13    |
| 5    | Leicy Santos       | 2018      | 12    |
| 6    | Catalina Usme      | 2021      | 12    |
| 7    | Joemar Guarecuco   | 2018      | 11    |
| 8    | Daniela Montoya    | 2017      | 11    |
| 9    | Catalina Usme      | 2023      | 11    |
| 10   | Karen Páez         | 2017      | 10    |
| 11   | Catalina Usme      | 2017      | 10    |
| 12   | Manuela González   | 2022      | 10    |
| 13   | Kena Romero        | 2022      | 10    |
| 14   | Maria Camila Reyes | 2023      | 10    |
| 15   | Liana Salazar      | 2023      | 10    |
| 16   | Marcela Restrepo   | 2024      | 10    |
| 17   | Estefanía González | 2024      | 10    |

Tabla con el consolidado de las ligas disputadas a 2024.
| Pos. | Nombre           | Goles | Temporadas | Equipos (goles)                                                                              |
| ---- | ---------------- | ----- | ---------- | -------------------------------------------------------------------------------------------- |
| 1    | Catalina Usme    | 65    | 7          | 1, América de Cali (65)                                                                      |
| 2    | Manuela González | 36    | 6          | 4, Atlético Bucaramanga (15), Atlético Huila (2), Atlético Nacional (1), Deportivo Cali (18) |
| 3    | Ingrid Vidal     | 32    | 7          | 5, Orsomarso (6), Atlético Huila (1), Llaneros (4), Cortuluá (3), América de Cali (18)       |
| 4    | Daniela Montoya  | 31    | 8          | 4, Envigado F. C.(11), Junior (7), Medellín (2), Atlético Nacional (11)                      |
| 5    | Heidy Mosquera   | 29    | 7          | 4, Real Santander (14), Real San Andrés (6), América de Cali (5), Santa Fe (4)               |
| 6    | Oriana Altuve    | 28    | 2          | 1, Santa Fe (28)                                                                             |
| 7    | Joemar Guarecuco | 28    | 4          | 2, Cortuluá (18), América de Cali (10)                                                       |
| 8    | Liana Salazar    | 26    | 6          | 2, Santa Fe (22), Millonarios (4)                                                            |
| 9    | Farlyn Caicedo   | 25    | 6          | 3, Orsomarso (5), América de Cali (14), Deportivo Cali (6)                                   |
| 10   | Leicy Santos     | 24    | 3          | 1, Santa Fe (24)                                                                             |
| 11   | Kena Romero      | 23    | 6          | 3, Deportes Tolima (4), Santa Fe (14), Millonarios (5)                                       |
| 12   | Fany Gauto       | 21    | 5          | 3, Cúcuta Deportivo (8), Atlético Huila (1), Santa Fe (12)                                   |
| 13   | Ivonne Chacón    | 21    | 5          | 4, La Equidad (4), Atlético Huila (5), Santa Fe (6), , Millonarios (6)                       |
| 14   | Yisela Cuesta    | 20    | 5          | 4, Envigado F. C.(4), Medellín (2), Junior (1), Atlético Nacional (13)                       |

### Otros datos

#### Equipos
Nota: Se toman en cuenta las 2 ediciones del torneo desde 2017
- Total de equipos participantes en primera división de 2017: 18
- Mayor cantidad de títulos obtenidos: Independiente Santa Fe Femenino (3)
- Mayor cantidad de puntos en campeonatos: Santa Fe (46 puntos) (2017)
- Mayor cantidad de puntos en una fase de todos contra todos: 40 puntos América de cali (2023). 30 puntos. Envigado (+33) y Santa Fe (+27). (2017)
- Mayor cantidad de subcampeonatos: América de Cali (2)
- Mayor cantidad de títulos disputados: Santa Fe y América (4)

Invictos
- Mayor invicto: Santa Fe, 19 fechas (2023, derrotado en la fecha 2 de 2023). Santa Fe, 16 fechas (2017, derrotado en la fecha 1 de 2018).
- Mayor invicto de local: Santa Fe (19 de febrero de 2017 - 20 de mayo de 2018).
- Mayor invicto de visitante: Santa Fe (2017, derrotado en 2018 en visita a Patriotas).
- Mayor invicto de Campeón en torneos:

Partidos ganados
- Mayor cantidad de partidos ganados consecutivamente en un torneo: 11 partidos. Santa Fe (2017) (Fecha 1 - Ida: Cuartos de final)
- Mayor cantidad de partidos ganados en una fase de todos contra todos: 10 partidos. Envigado y Santa Fe (2017) ganaron todos los partidos del grupo
- Mayor cantidad de partidos ganados consecutivamente en condición de local:

Partidos empatados
- Mayor cantidad de partidos empatados en un año :  5 (2017) América
- Mayor cantidad de partidos empatados consecutivamente:

Partidos perdidos
- Mayor cantidad de partidos perdidos: 8 partidos (2017): Alianza Petrolera (-23), Real Santander (-19), Equidad (-17),
- Mayor cantidad de partidos perdidos en un año: 8 partidos (2017): Alianza Petrolera (-23), Real Santander (-19), Equidad (-17),

#### Goles
- Mayor cantidad de goles anotados en un torneo 
  -  Catalina Usme jugando para el América de Cali en 2022, con un total de 15 goles.
  -  Ysaura Viso 13 goles en 2020.
- Mayor cantidad de goles anotados en una fase de Todos contra Todos:
  -  Manuela González 11 goles en 2017.

- Autora del primer gol en la historia del fútbol profesional colombiano femenino: 
  -  Marcy Cogollos jugando para el Cortuluá el 17 de febrero de 2017 en la derrota ante el Deportivo Pasto Femenino.

- Autora del primer autogol en la historia del fútbol profesional colombiano femenino: 
  -  Melisa Morales jugando para el Envigado F.C. el 1 de marzo de 2017 en la goleada 9:1 ante Alianza Petrolera.

- Autora del primer penal convertido en la historia del fútbol profesional colombiano femenino: 
  -  Oriana Altuve jugando para el Santa Fe el 19 de febrero de 2017 en la victoria ante La Equidad.

- Gol distancia más lejana: 
  - De 50 metros en el Estadio Pascual Guerrero.

- Gol más rápido:
  -  Ingrid Vidal a los 14 segundos jugado para el Orsomarso en la victoria 4-1 contra el Deportivo Pasto.

- Goles olímpicos:
  -  Catalina Usme: 3 goles.
  -  Carolina Pineda: 1 gol.
  -  Daniela Garavito: 1 gol.
- Mayores goleadas: Los partidos donde se han conseguido las mayores goleadas del campeonato son:
  - Santa Fe 10-0 Bogotá Fútbol Club, 17 de febrero de 2018

- Mayor cantidad de goles en un partido:
  - Santa Fe 10-0 Bogotá Fútbol Club, 17 de febrero de 2018
  - Alianza Petrolera 1-9 Envigado F. C. en 2017.

#### Asistencia
- Mayor cantidad de asistentes:
  - Final América de Cali - Deportivo Cali:   38.800 personas ingresaron al estadio.

5 de junio de 2022
- - Final Santa Fe - Huila: 33.327 personas ingresaron al estadio. 25 de junio de 2017.

### Ámbito Internacional
Copa Libertadores
- Mayor cantidad de participaciones: Formas Íntimas (7[42])
- Ganadores: Atlético Huila (Campeón 2018)
- Mejor posición en tabla histórica del campeonato: Formas Íntimas (4° lugar)
- Mayor cantidad de instancias en finales: Atlético Huila (1) Formas Íntimas (1)
- Mayor cantidad de instancias en semifinales: Formas Íntimas (3)